# Вулиця Самарська (Львів)
Ву́лиця Сама́рська — вулиця в Залізничному районі Львова на Левандівці. З'єднує вулиці Кондратюка і Темницьких з Орельською, проходячи перпендикулярно до них. Нумерація будинків ведеться від Орельської. Вулиця асфальтована, хідників не має.

## Історія
Сучасну назву вулиця має з 1993 року, до того називалася Районна бічна (назва утворена від назви вулиці Орельської з 1945 по 1993 роки — «вулиця Районна»). Забудова одноповерхова садибна 1960-х-2000-х років.

## Галерея

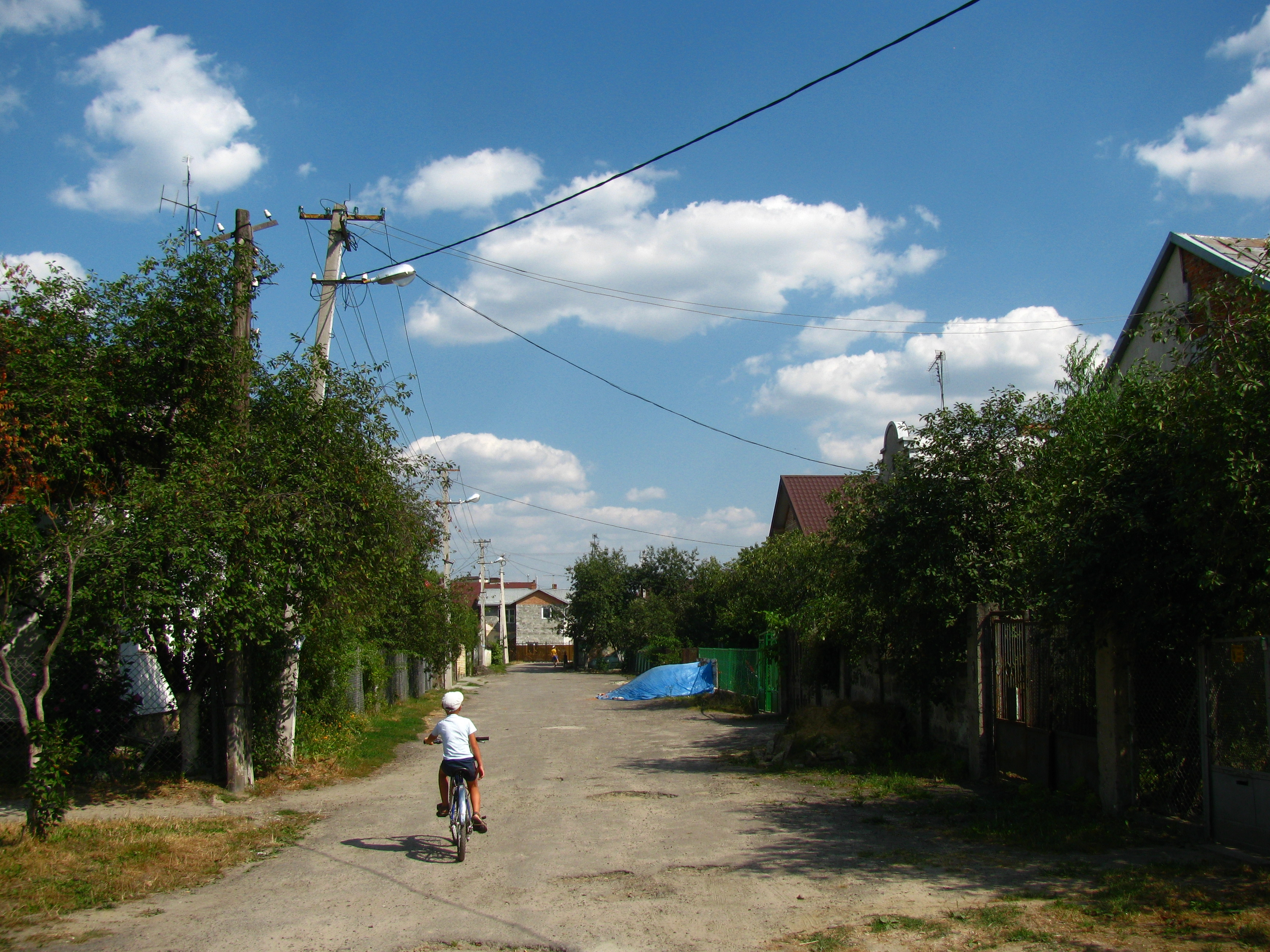
Кінець вулиці (2013)
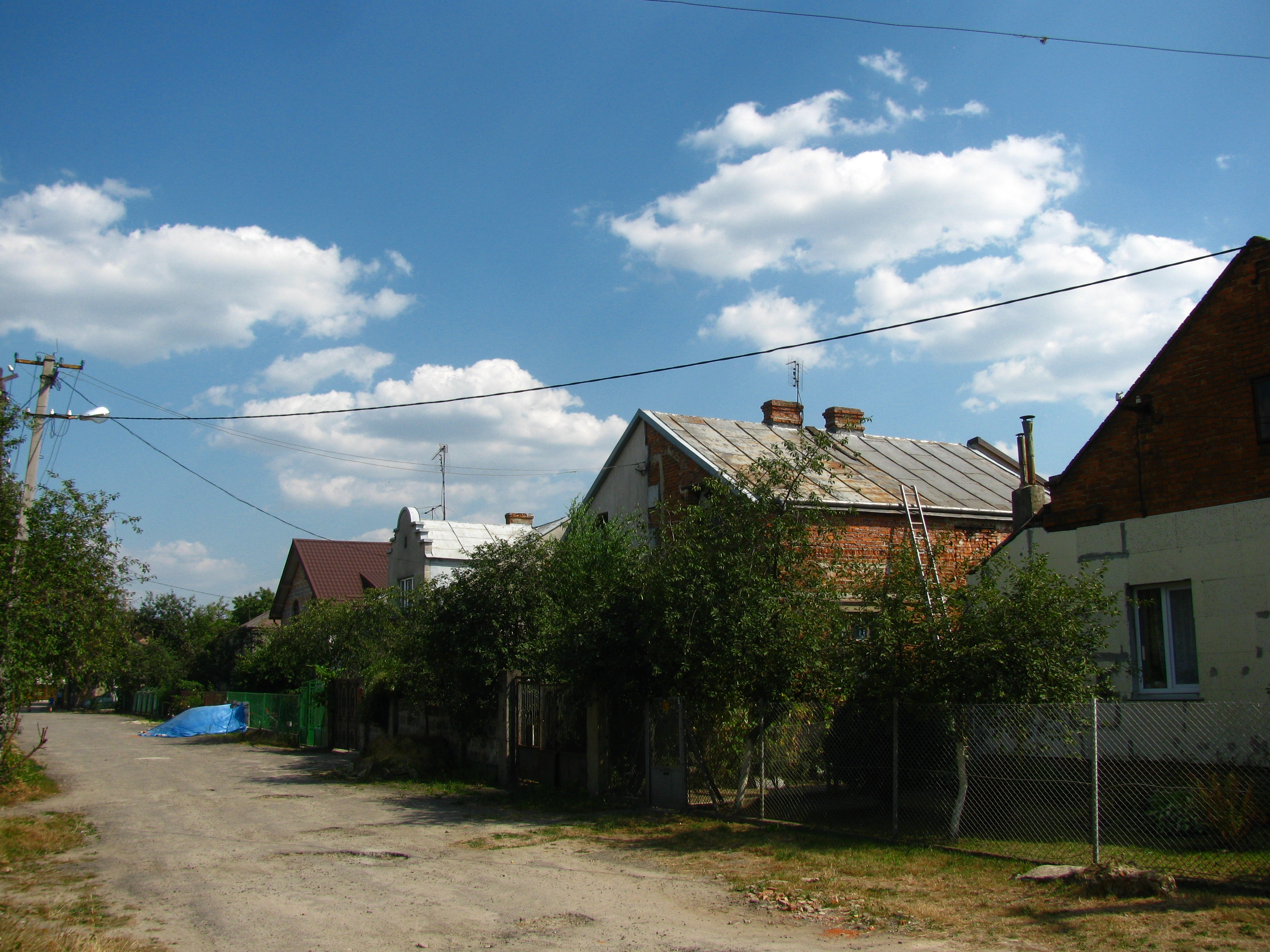
Кінець вулиці, парна сторона (2013)